# Kehe (sockenhuvudort i Kina, Sichuan Sheng, lat 32,59, long 101,39)
Kehe (kinesiska: 柯河, 柯河乡) är en sockenhuvudort i Kina. Den ligger i provinsen Sichuan, i den sydvästra delen av landet, omkring 330 kilometer nordväst om provinshuvudstaden Chengdu. Antalet invånare är 1 480. Befolkningen består av 736 kvinnor och 744 män. Barn under 15 år utgör 24,0 %, vuxna 15-64 år 65 %, och äldre över 65 år 9,0 %.
Runt Kehe är det mycket glesbefolkat, med 6 invånare per kvadratkilometer. Kehe är det största samhället i trakten. Trakten runt Kehe består i huvudsak av gräsmarker.
Genomsnittlig årsnederbörd är 941 millimeter. Den regnigaste månaden är juli, med i genomsnitt 203 mm nederbörd, och den torraste är december, med 3 mm nederbörd.